# Niederneukirchen
Niederneukirchen osztrák község Felső-Ausztria Linzvidéki járásában. 2020 januárjában 2108 lakosa volt. 

## Elhelyezkedése

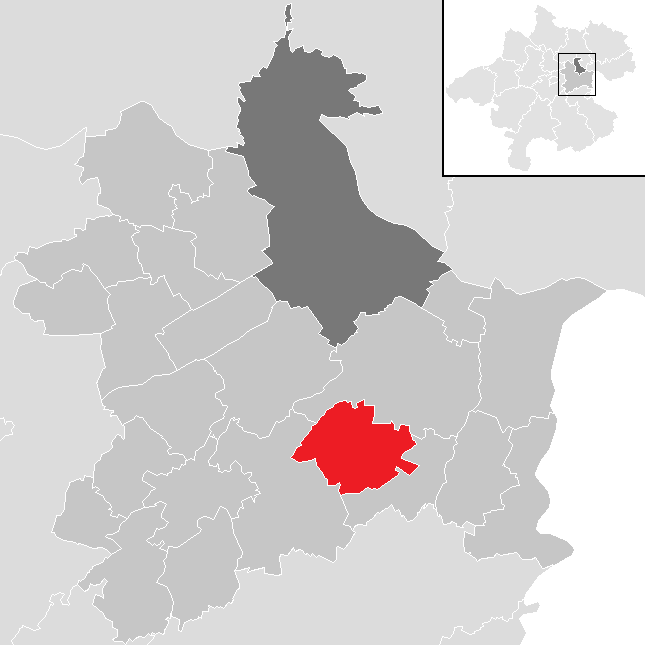
Niederneukirchen a Linzvidéki járásban

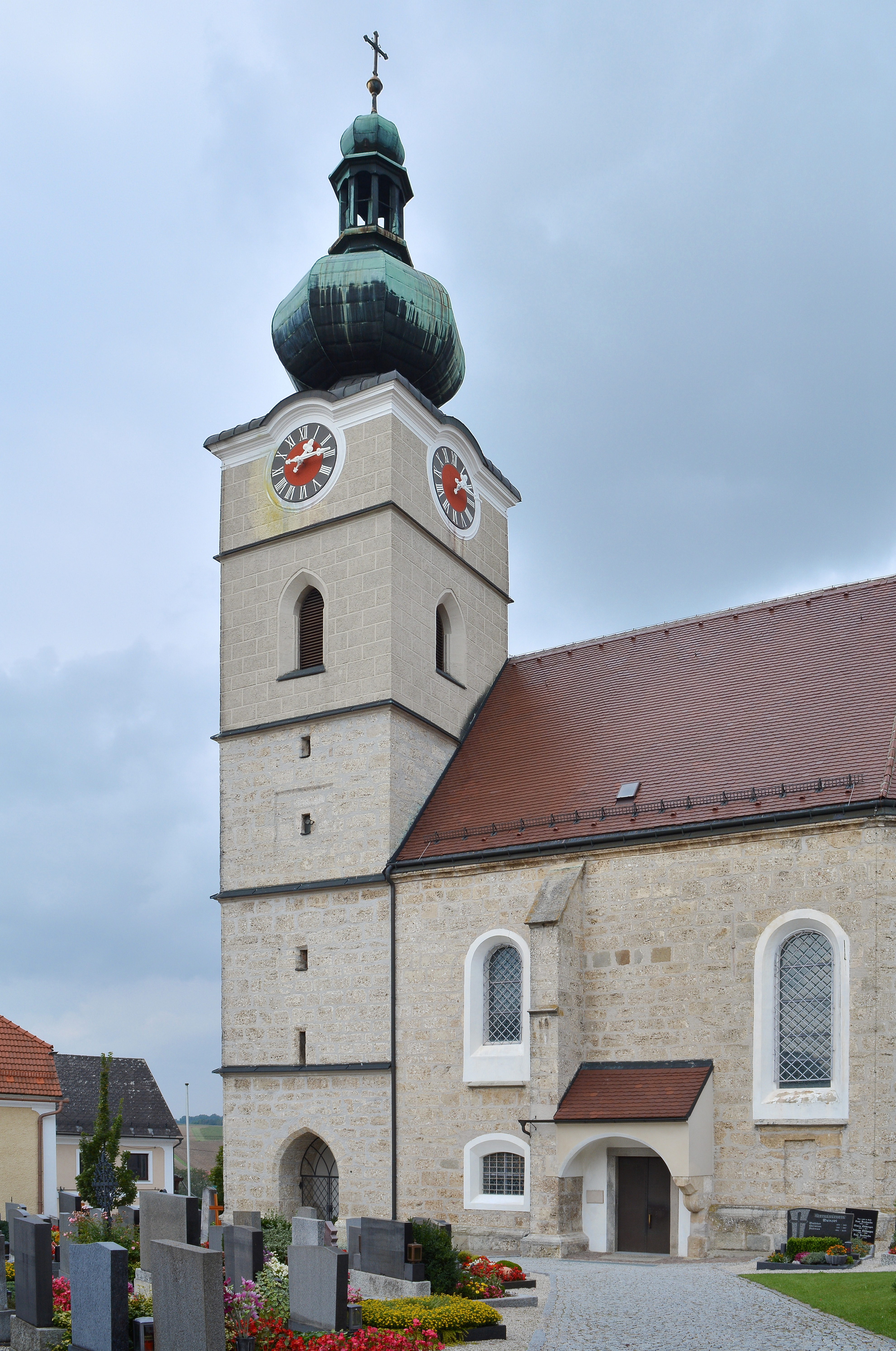
A Szt. Margit plébániatemplom

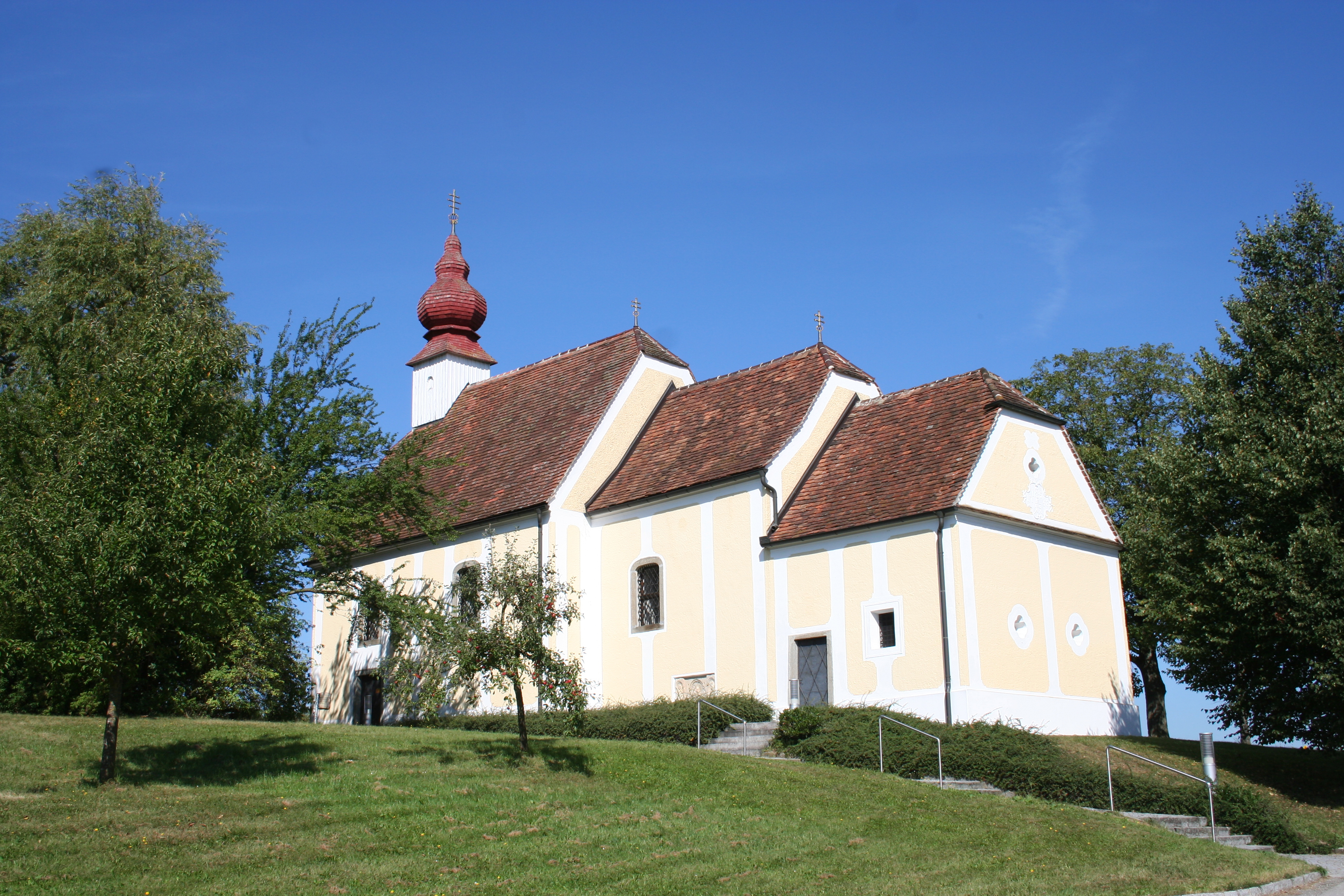
A ruprechtshofeni templom

Niederneukirchen a tartomány Traunviertel régiójában fekszik az Enns és Traun folyók közötti hátságon, az Ipfbach patak mentén. Területének 10%-a erdő, 80,4% áll mezőgazdasági művelés alatt. Az önkormányzat 7 településrészt, illetve falut egyesít: Dörfl (307 lakos 2020-ban), Grünbrunn (220), Niederneukirchen (1089), Obereglsee (95), Ruprechtshofen (318), Steggraben (19) és Untereglsee (60).  
A környező önkormányzatok: északkeletre Sankt Florian, délkeletre Hofkirchen im Traunkreis, délnyugatra Sankt Marien.  

## Története
Niederneukirchent először 889-ben említik, mint Noua ecclesia-át. Német neve („Niunchirchin“) először a 11. században fordul elő az írott forrásokban. Térsége eredetileg a Bajor Hercegség keleti határvidékéhez tartozott, a 12. században került át az Osztrák Hercegséghez. 
A napóleoni háborúk során a községet több alkalommal megszállták. 
A köztársaság 01918-as megalakulása után Niederneukirchen Felső-Ausztria tartomány része lett. Miután a Német Birodalom 1938-ban annektálta Ausztriát, az Oberdonaui gauba sorolták be. A második világháború után az ország függetlenné válásával ismét Felső-Ausztriához került.

## Lakosság
A niederneukircheni önkormányzat területén 2020 januárjában 2108 fő élt. A lakosságszám 1961 óta dinamikusan növekszik, közel kétszeresére duzzadt. 2018-ban a helybeliek 95,8%-a volt osztrák állampolgár; a külföldiek közül 1% a régi (2004 előtti), 2% az új EU-tagállamokból érkezett. 2001-ben a lakosok 91,7%-a római katolikusnak, 1% evangélikusnak, 5,9% pedig felekezeten kívülinek vallotta magát. Ugyanekkor 3 magyar élt a községben. 
A népesség változása:

| 2016 | 2 022 |
| 2018 | 2 073 |

## Látnivalók
- a Szt. Margit-plébániatemplom
- a ruprechtshofeni templom

## Fordítás
- Ez a szócikk részben vagy egészben  a   Niederneukirchen című német Wikipédia-szócikk ezen változatának fordításán alapul.  Az eredeti cikk szerkesztőit annak laptörténete sorolja fel. Ez a jelzés csupán a megfogalmazás eredetét és a szerzői jogokat jelzi, nem szolgál a cikkben szereplő információk forrásmegjelöléseként.